# Hister alluaudi
Hister alluaudi är en skalbaggsart som beskrevs av Desbordes 1914. Hister alluaudi ingår i släktet Hister och familjen stumpbaggar. Inga underarter finns listade i Catalogue of Life.